# Ull per ull (pel·lícula)
Ull per ull (títol original en anglès: An Eye for an Eye) és una pel·lícula estatunidenca dirigida per Steve Carver, estrenada l'any 1981. Ha estat doblada al català.

## Argument
Chuck Norris és Sean Kane, que per venjar la mort de Dave Pierce, un company, es pren la justícia pel seu compte. Kane és expulsat del cos de policia de San Francisco. Es converteix en agent de seguretat privat. Viu en una bonica i inexpulgable residència a la costa. Linda, la companya de Dave Pierce, en la seva emissió de televisió, està a punt de revelar la identitat dels caps d'una banda de traficants de droga. Un monstruós i corpulent mongol la persegueix brutalment. Linda apareix penjada. James, oncle de Linda, prega a Sean Kane que vengi la seva mort.Chan i Kane són víctimes de perverses trampes, però amb la seva destresa, aconseguiran escapar…

## Repartiment
- Chuck Norris: Sean Kane
- Christopher Lee: Morgan Canfield
- Mako: James Chan
- Maggie Cooper: Heather Sullivan
- Richard Roundtree: Capità Stevens
- Matt Clark: Tom McCoy
- Terry Kiser: Dave Pierce
- Rosalind Chao: Linda Chan
- Mel Novak: Tony Montoya
- Charles Kalani, Jr: El professor
- Stuart Pankin: Nicky LaBelle
- J. E. Freeman: Tow Truck Dude